# Socionique
Pour les homonymes du type socionique ESTp, voir Estp.
La socionique (en russe : соционика) est une théorie ayant vocation à catégoriser les personnes en différents profils psychologiques afin, notamment, de mieux appréhender leur comportement et la fluidité probable des échanges au sein d'un groupe.
Elle est construite à partir de trois autres approches théoriques : 
- d'un point de vue central, la socionique s'appuie sur le travail de Carl Gustav Jung, en particulier ses apports et sa conceptualisation sur ce que l'on nomme en psychologie analytique jungienne : le type psychologique.
- la socionique s'appuie aussi sur Freud et deux concepts clefs : conscient et inconscient[réf. souhaitée].
- enfin, elle s'appuie aussi sur la théorie d'Antoni Kępiński, portant sur la structure de l'information.[réf. nécessaire]

Cette approche fut élaborée dans la sphère politique de l'Union soviétique, et bien que ne s'étant pas développée en lien avec les recherches occidentales, elle est parvenue à être le pendant du développement qu'a connu la théorie junguienne du Type psychologique par le Myers Briggs Type Indicator (MBTI).
En socionique, la modélisation et les usages des divers types de personnalités sont cependant différents, et la méthode d'approche est plus complexe que celle du  MBTI. Cette complexité fait dire aux auteurs de cette théorie, qu'elle a néanmoins "plus de finesse", en ce sens qu'elle serait porteuse de plus de sens sur le réel que la méthode développée dans le cadre du MBTI. Il y a là débat d'experts.
La socionique fut créée par Aushra Augustinavichute (en lituanien Aušra Augustinavičiūtė). L'Institut international de socionique fondé en 1991 à Kiev, en Ukraine, diffuse aujourd'hui ces travaux. Le directeur de l'organisation est le docteur Alexandre Boukalov.

## Apports de Carl Gustav Jung

### Apports théoriques
Jung distingue, au sein de l'activité de l'esprit humain, deux grands types d'activité et quatre processus mentaux :
- Recueillir de l'information ou Perception P, de deux manières opposées : l'intuition N et la sensation S ;
- Traiter cette information pour aboutir à des conclusions ou jugement J, de deux manières opposées : la pensée T (pour thinking) et le sentiment F (pour feeling).

Il a aussi observé que les individus ont tendance à trouver leur énergie et à être dynamisés :
- soit par l'environnement extérieur, les activités et les expériences : extraversion E
- soit par l'univers intérieur des idées, des souvenirs et des émotions : introversion I

« La sensation (c'est-à-dire, le sentiment de perception) vous dit que quelque chose existe ; la réflexion vous dit ce que c’est ; le sentiment vous dit si c'est agréable ou pas ; et l'intuition vous dit d'où il vient et où il va. ». C.G. Jung

### Apports éthiques
Dans son ouvrage Les types psychologiques, Carl Gustav Jung définit trois grandes paires de caractéristiques de la psyché humaine, caractéristiques qu’il fonde à la fois sur sa pratique de la psychanalyse mais aussi sur une étude assez poussée de la différenciation psychologique au cours des différentes époques pré et post-chrétiennes.
C'est afin d'éviter les récupérations mal comprises de ces travaux, en particulier celles proposant par exemple « que lorsque l'on est de tel ou tel type, on doit forcément agir de telle ou de telle façon » ou "que ni du "type psychologique", ni de la façon « d'être ou d'agir » nous ne puissions à tout jamais sortir de notre vie" qu'il développa dans l'ouvrage « L'homme et ses symboles » une mise en garde. En particulier dans un passage ayant pour sujet l'un des aspects de la personnalité de la femme que l'on nomme l'animus, la part masculine de la femme.
Un exemple illustre sa mise en garde : la page 194 de « L'homme et ses symboles » est illustrée, entre autres, par une image (à gauche) de Gandhi. Gandhi est un introverti car, à l'image d'un sage, il fut un être ouvert à l'introspection pendant une grande partie de sa vie, mais par la suite, il fut aussi un extraverti à l'image d'un chef d'État, d'un révolutionnaire même si ce fut au nom "de la non-violence".
Il nous met aussi en garde en indiquant  qu'« il est assez stérile d'étiqueter les gens et de les presser dans des catégories. », Carl Gustav Jung  - L'Homme à la découverte de son âme.

## Le modèle explicatif de la socionique
La Socionique est un modèle stipulant que chacun des seize types psychologiques possède un rôle social plus ou moins déterminé. Chaque personne accepte et produit de l’information de manière différente selon son type, ce qui génère des comportements différents selon les types. Chaque type de personnalité a donc un métabolisme du traitement de l’information particulier. D’après la socionique, ce métabolisme serait inné.
La Socionique stipule également que les relations humaines sont prévisibles. La réalité est perçue par chaque personne, de manières légèrement différentes selon les types de ces mêmes personnes, ce qui génère des comportements différents, et des capacités mentales différentes. Ce qui peut générer des interactions différentes.
La Socionique propose aussi un modèle relationnel, avec quatorze types de relations, déterminables par les types des personnes impliquées. Il y en a quatorze au lieu de seize parce que deux d'entre elles sont asymétriques (et existent donc de deux façons différentes pour chaque type).
La Socionique est basée sur trois concepts fondamentaux : 
- Les huit aspects de la réalité ;
- Les huit éléments MI (métabolisme de l’information) ;
- Les huit fonctions psychiques.

Aushra Augustinavichute disait que la réalité objective était constituée de huit aspects, et qu’elle envoie constamment de l’information sur elle-même. Chaque élément perçoit la réalité sous l’aspect correspondant. Ces éléments d’information sont implantés dans des fonctions psychiques, qui sont les différentes manières d’accepter ou de produire l’information.

## Socionistes
La socionique est étudiée par des praticiens que l’on appelle des socionistes. Plusieurs dizaines d’auteurs ont publié des ouvrages et des articles traitant de la socionique, en langue russe notamment. Parmi eux nous trouvons notamment Alexander Boukalov, Dmitri Lytov, Victor Gulenko, Gregory Reinin, et Aushra Augusta bien sûr.